# Gmina Jasper (hrabstwo Carroll)

Położenie Gminy Jasper w hrabstwie Carroll

Gmina Jasper (ang. Jasper Township) – gmina w USA, w stanie Iowa, w hrabstwie Carroll. Według danych z 2000 roku gmina miała 358 mieszkańców.